# 田中銀次郎

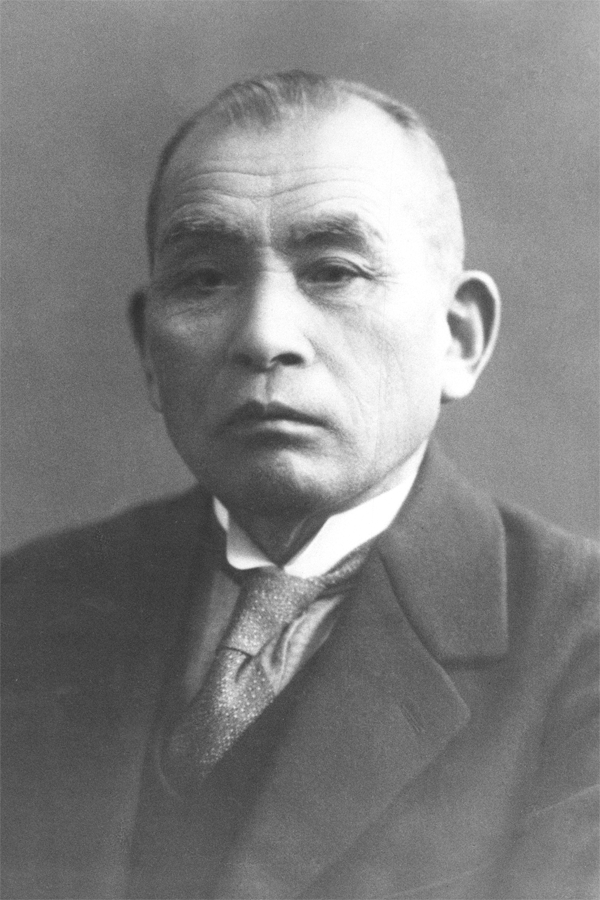
田中 銀次郎

田中 銀次郎（たなか ぎんじろう、1868年2月4日〈慶応4年1月11日〉 - 1937年〈昭和12年〉2月16日）は、北海道において開拓使廃止後の明治時代から昭和初期にかけて活躍した日本の建築技術者であり実業家。島根県松江市寺町出身。北海道の建設業、株式会社田中組の創立者。同じく北海道の建設業、伊藤組土建の創始者伊藤亀太郎と共に伊藤組の創立に深くかかわると共に、北海道建設業協会、札幌建設業協会、旭川建設業協会それぞれの設立にも携わり、北海道の民間建設業黎明期において重要な役割を果たした。

## 来歴
島根県意宇郡寺町（現 松江市寺町）で田中佐兵衛とヒデとの間に誕生。六男だったこともあり生活の活路を求め北海道に渡り25歳、伊藤亀太郎と出会い協力関係となる。明治27年（1894年）日清戦争が勃発し、亀太郎の引き留めにもかかわらずさらに海外に活路を求め渡航のため単身上京し、資金を集めていたが明治27年（1894年）脚気で倒れ、それを知った亀太郎が旅費治療費と共に札幌へ戻るよう手紙を送り、明治28年（1895年）再び伊藤亀太郎の配下となる。以後大正12年（1923年）伊藤組を退店独立するまでの28年間、伊藤組支配人として手腕を振るう。伊藤組在籍中の明治35年（1902年）、上川郡鷹栖村に田中組を設立する。大正12年（1923年）退店独立し田中組の社主として広く海外にも目を向け事業の拡大を図る。昭和12年（1937年）視察先の満州で脳梗塞により死亡する。享年69歳。

## 年譜
- 慶応04年（1868年）島根県意宇郡寺町(現 松江市寺町)で田中佐兵衛とヒデとの間に六男として誕生[3]。
- 明治26年（1893年）伊藤組（現 伊藤組土建[10]）創業する[11]。田中銀次郎、社主伊藤亀太郎の協力者となる[3][4][12]。
- 明治28年（1895年）銀次郎、前年に海外渡航を目指し上京するも病気により挫折し、帰道し正式に伊藤組幹部店員となる[3][12][13]。
- 明治35年（1902年）銀次郎が、上川郡鷹栖村で「田中組」を創立[14][15]。
- 明治42年（1909年）銀次郎、朝鮮半島、中国東北地方へ2ヶ月ほど視察旅行する[14]。
- 大正04年（1915年）「旭川請負人組合」発足し、田中銀次郎相談役就任[8]。
- 大正05年（1916年）「田中組」、旭川区宮下通に木材販売部、旭川区近分台の第七師団軍用地を借用し煉瓦工場を開設する[16]。
- 大正06年（1917年）「田中組」第七師団工兵第七隊より兵舎火災復旧工事を元請として初受注する[17]。
- 大正11年（1922年）「北海道土木建築請負業聨合会」発足し、銀次郎、常設委員となる[5]。
- 大正12年（1923年）銀次郎、伊藤組を退店し独立[18][19]。「札幌土木建築請負業組合」北海道庁より認可され正式発足、銀次郎、評議員となる[6][7]。経営にあたり見識を広めるため、欧州視察旅行に出発[18]。
- 大正13年（1924年）欧州視察旅行より帰国。「旭川請負人組合」改め「旭川土木建築請負業組合」が認可され[8]銀次郎相談役となる[20]。
- 大正14年（1925年）「田中組」、樺太出張所を樺太豊原町西2条南10丁目に開設する[21]。
- 昭和09年（1934年）「田中組」、満州国間島省図們に木材販売の出張所を開設する[17]。
- 昭和10年（1935年）個人経営の「田中組」から「合資会社田中組」を設立、銀次郎代表社員に就任する[22]。
- 昭和12年（1937年）田中銀次郎、満州国間島省図們の田中組出張所で、事業拡張予定地の満州里市へ視察準備中に脳溢血で倒れ死亡。享年69歳[23][24][25][26]。

## 人物
『銀次郎を知る人は「政宗のように切れる人」ともいい「理詰めの人」ともいう。そのどちらでもあったのだろう』
『田中銀次郎には「政宗のように切れる人」という人物評があったが、身の処し方、行動のおこし方にも切れ味鋭いところがあり、とくに若いときは狭い世界を嫌っていたであろう』
『田中銀次郎様が見えられ、(中略）この人が主人だと思うと威圧されて恐ろしかった記憶がある。背は低くて肩幅は広くがっちりした体格で眼光鋭く非常に厳しい人間像を感じさせた』
『田中銀次郎は潔癖性外柔内剛型とでも言おうか、仕事に対しては誠に厳しい反面、人情にもろく、人一倍の部下思いであった。寸分の不正も容赦せず、妥協を許さない潔癖性は、ときとして激しい怒声となり、部下を震え上がらせた。総て「物のケジメ」を大事にした人だった』
『前半の人生を伊藤亀太郎との出会いで伊藤組の創業の基礎を、その持ち前の合理性と先見力で固め、発注者から名義を出すことを勧められるほど信頼され、55歳で退職した後半生を田中組の経営に専念するかたわら、札幌と旭川の組合の相談役として、明治、大正、昭和の業界を清廉潔白に生き抜いた傑物だ』